# Palacio de los Córdova
El palacio de los Córdova es un edificio situado en el municipio español de Granada, en la provincia homónima. Se encuentra ubicado en el barrio del Albaicín y está protegido como Bien de Interés Cultural. Sus dependencias acogen la sede del Archivo Histórico Municipal de Granada.

## Historia
El edificio original fue construido en el siglo xvi sobre un antiguo palacio árabe, siendo un encargo de Álvaro de Bazán. Posteriormente fue adquirido por Luis Fernández de Córdova, de quien tomaría el nombre. El edificio se encontraba situado en la placeta de las Descalzas, en pleno barrio del Realejo. Para 1918, fecha en que fue demolido, el recinto era utilizado como casa de vecinos. No obstante, se conservaron los datos y croquis realizados por el arqueólogo Manuel Gómez-Moreno, así como numerosos restos del mismo, caso de los alfarjes y armaduras que cubrían sus estancias.
El palacio fue reconstruido en su ubicación actual entre los años 1960 y 1967. Este nuevo edificio fue levantado junto a la Cuesta del Chapiz, en el Albaicín. En 1983 el complejo fue adquirido por el Ayuntamiento de Granada, convirtiéndose desde entonces en la sede del Archivo Municipal.